# Trofie

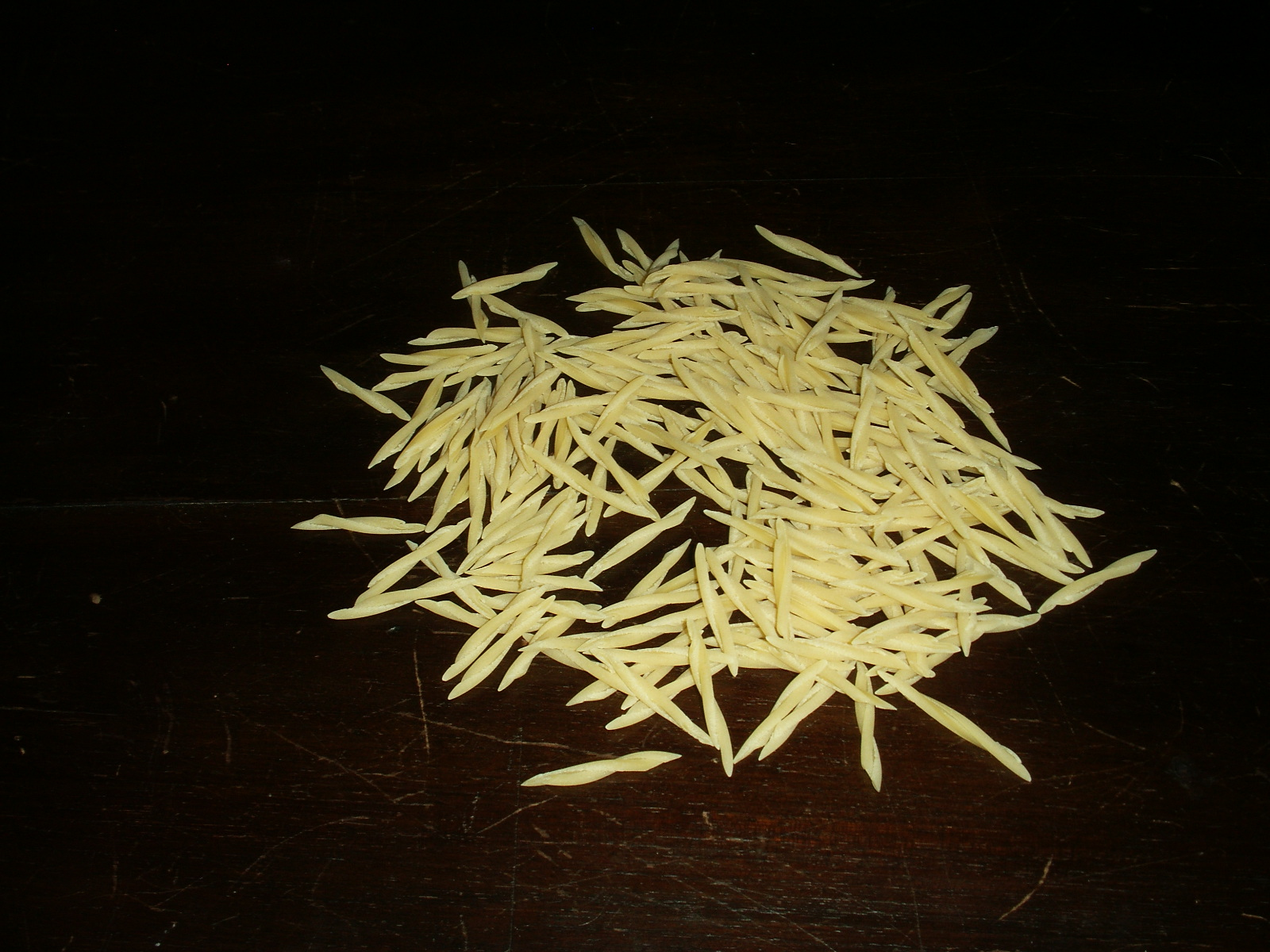
Trofie produkowane fabrycznie

Trofie (wym. ˈtrɔːfje)  lub trofiette to rodzaj makaronu kuchni liguryjskiej o wydłużonym i cienkim kształcie, pochodzącym z Sori w  prowincji Genua. Jest spotykany również na archipelagu Sulcis na Sardynii. 
Kształt makaronu przypomina wióry stolarskie. Trofie mają niepowtarzalny kształt, charakterystyczne skręcenie środkowej części, która kończy się dwoma zwężającymi się wypustkami, kształt można porównać do spirali korkociągu. Kształt i rozmiar wpływa na właściwości organoleptyczne makaronu. 
W 2019 roku Trofie di Sori zakwalifikowano jako produkt regionalny De.Co  ściśle związany z terytorium i społecznością, w celu zachowania techniki, ale przede wszystkim znaczenia historycznego i kulturowego.

## Historia

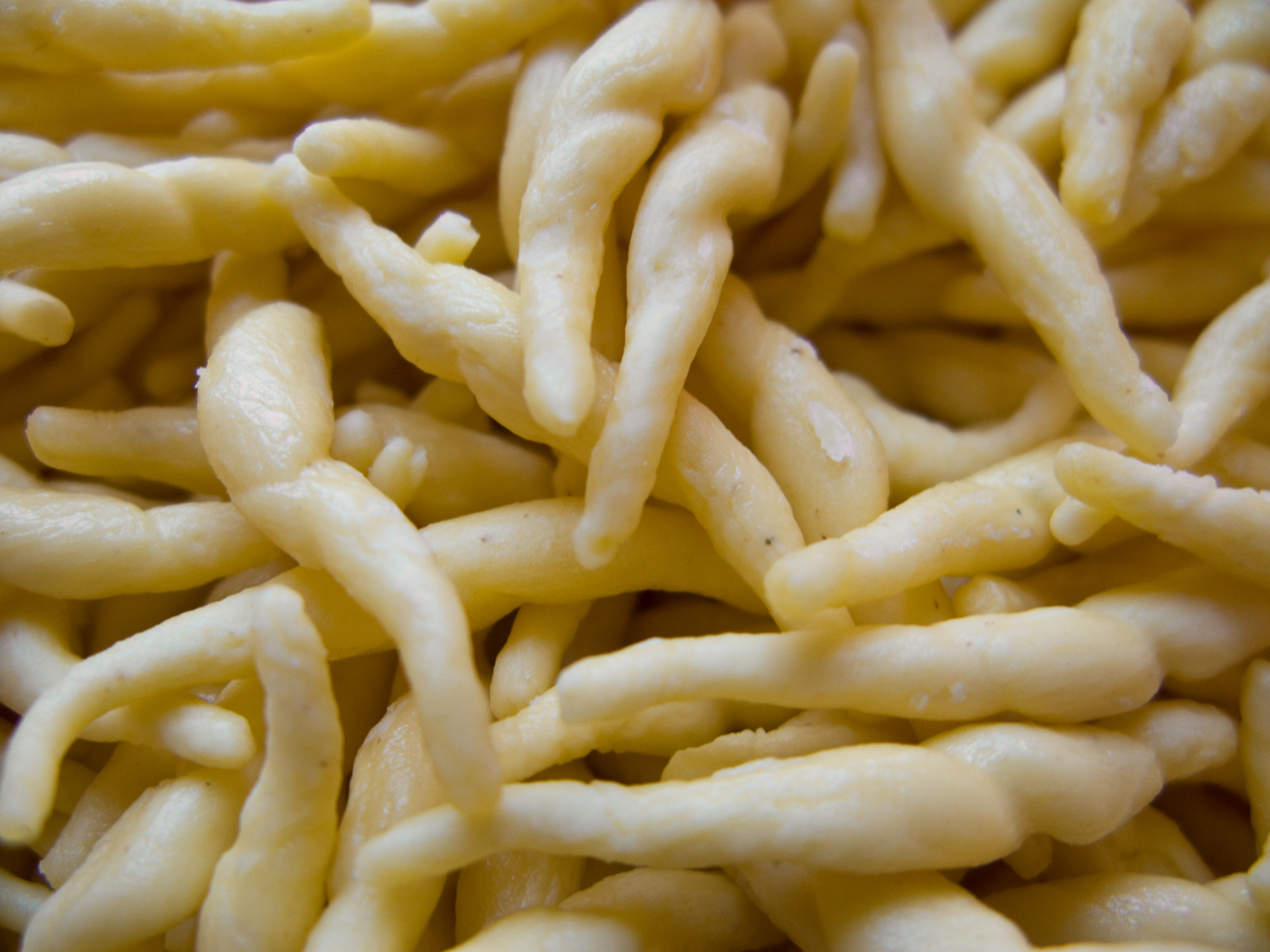
Trofie na zbliżeniu.

Nazwa najprawdopodobniej wywodzi się od genueńskiego strfuggiâ (pocieranie), ruchu ciągnącego ciasto po powierzchni niezbędnego do zwijania ich ręką. Trofie są specjalnością wielu gmin we wschodniej części zatoki Genueńskiej,  ale są również przyrządzane w głębi lądu w prowincji Genui i Ligurii oraz w Piemoncie.
W przeszłości liguryjskie kobiety przygotowywały w domu trofie  przy pomocy bufetto (rodzajem drewnianej igły dziewiarskiej), na którą zwijały sznurek makaronu, który następnie miażdżyły dłonią, dziś zwyczaj ten zanikł a makaron jest produkowany maszynowo. W Sori powstała pierwsza maszyna do mechanicznej produkcji tego makaronu.

## Podawanie

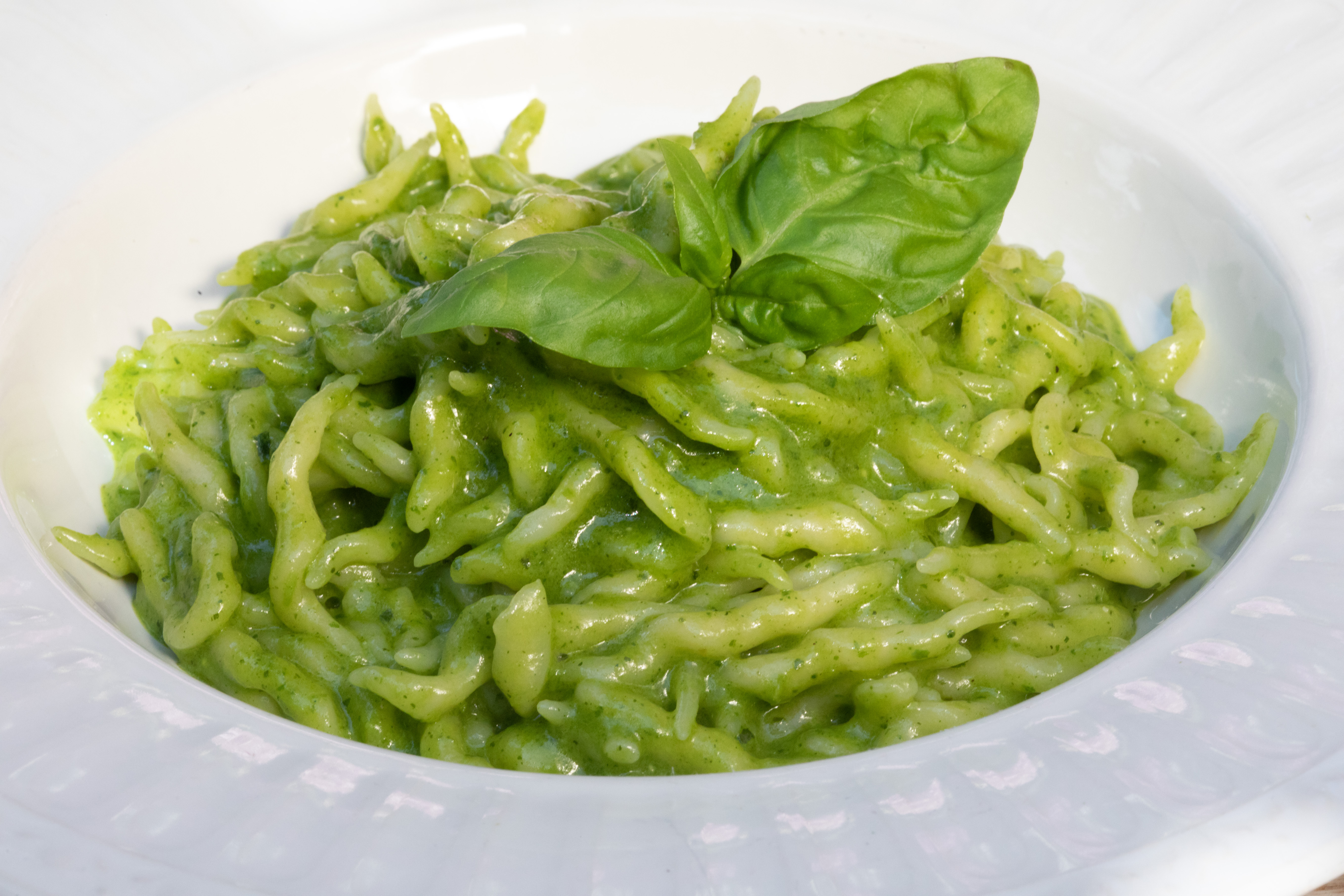
Trofie klasyczne z pesto

Trofiette są podawane w wersji klasycznej z pesto genueńskim -  mieszanką z bazylią genueńską. Wariant polega na gotowaniu go z ziemniakami i młodą zieloną fasolką. Popularna w południowych Włoszech, jest również wersja z pesto pistacjowym i boczkiem. Istnieją warianty podawania trofie z atramentem z mątwy. Inne wersje to trofie z sosem pomidorowym  lub sosem mięsnym lub z dowolnym innym sosem na bazie warzyw lub ryb.
Rodzaj trofie na bazie mąki kasztanowej jest zwany trofie bastarde, jego smak jest słodszy niż normalne trofie. Wersję doprawia się często sosem orzechowym.
Trofie z pesto podaje się z zwykle z niemusującym  białym winem, w szczególności Vermentino, Pigato, Lumassina, Val Polcevera lub winem czerwonym, takim jak Ormeasco, Rossese.

## Inne projekty
- Trofie w Wikimedia Commons.